# Каменка (приток Катуни)

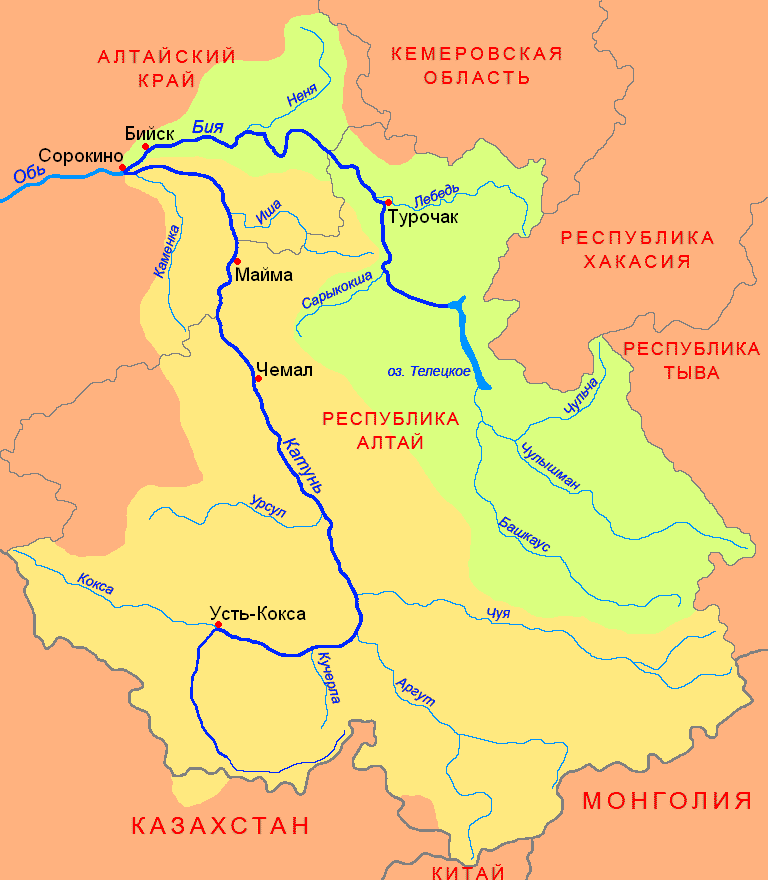
Бассейны Катуни и Бии

Ка́менка — река в Алтайском крае России, левый приток Катуни, впадает в неё в 8 км от устья по левому берегу, у села Катунское Смоленского района.
Берёт начало на склонах Чергинского хребта на высоте примерно 980 м. Длина реки — 110 км, площадь водосборного бассейна — 2030 км². В верховьях (до села Алтайское) река протекает в низкогорной зоне, в средней части (до села Советское) — на предгорной холмистой равнине, в низовье — на плоской равнине.
На берегах реки расположены районные центры Алтайское и Советское. Недалеко от села Советское расположен Рубцовский могильник с захоронениями V—VIII веков до н. э., где были сделаны ценные археологические находки, предположительно относящиеся к пазырыкской культуре.

## Притоки
(указано расстояние от устья)
- 3 км: Змеевка (левый, длина 24 км)
- 29 км: Грязнуха (правый, длина 12 км)
- 47 км: Сетовка (правый, длина 45 км)
- 50 км: Исток (левый, длина 21 км)
- 54 км: Бирюкса (правый, длина 43 км)
- 83 км: Сараса (правый, длина 37 км)
- 88 км: Сосновка (правый, длина 25 км)
- 91 км: Большая Щемиловка (левый, длина 14 км)

## Данные водного реестра
По данным государственного водного реестра России относится к Верхнеобскому бассейновому округу, водохозяйственный участок реки — Катунь, речной подбассейн реки — Бия и Катунь. Речной бассейн реки — (Верхняя) Обь до впадения Иртыша.